# R. J. Berry
Robert James "Sam" Berry (26 octobre 1934 - 29 mars 2018,) est un généticien, naturaliste et théoricien chrétien britannique. 

## Biographie
Il est professeur de génétique à l'University College de Londres de 1974 à 2000 et a présidé la Linnean Society, la British Ecological Society et la Fédération européenne d'écologie. En tant que chrétien, Berry s'est prononcé en faveur de l'évolution théiste. Il est membre laïque du Synode général de l'Église d'Angleterre et président de Christians in Science. En 1997-98, il donne à Glasgow des conférences dans le cadre des Gifford Lectures, initiées en 1887 par Adam Gifford (en), sous le titre : Gods, Genes, Greens and Everything.
R.J. Berry est l'un plus importants contributeurs à la collection naturaliste britannique : The New naturalist, puisqu'il en a rédigé quatre volumes, consacrés respectivement à l'hérédité, aux Shetland, aux Orcades et, de façon générale, aux îles.

### Biologie
- Inheritance and Natural History. New Naturalist no. 61 (1977)
- The Natural History of Shetland. New Naturalist no. 64 (1980)
- The Natural History of Orkneys. New Naturalist no. 70 (1985)
- Genes in Ecology (éd. RJ Berry, TJ Crawford, GM Hewitt, NR Webb) (1992) (ISBN 0-521-54936-1)
- Islands. New Naturalist no. 109 (2009) (ISBN 978-0-00-726737-8)

### Œuvres religieuses
- God and the Biologist: Personal exploration of Science and Faith (Apollos 1996) (ISBN 0-85111-446-6)
- Science, Life and Christian Belief: A Survey of Contemporary Issues (IVP 1998) (préface de Berry) (ISBN 0-8010-2226-6)
- The Care of Creation: Focusing Concern and Action (IVP 2000) (édité par Berry)  (ISBN 0-8308-1556-2)
- God's Books of Works: The Nature and Theology of Nature (T & T Clark International 2003) (ISBN 0-567-08915-0) ( conférences Gifford 1997-98)
- Darwin Kill God? dans God for the 21st Century, Russell Stannard ed., Templeton Foundation Press, 2000  (ISBN 1-890151-39-4)
- God and Evolution: Creation, Evolution and the Bible (Regent College Publishing 2001)  (ISBN 1-57383-173-5)
- Creation and Evolution, Not Creation or Evolution (2007, Faraday Institute Paper n° 12)